# Бои по правилам TNA
Бои по правилам TNA — авторский проект. Разработан в стенах Ледового дворца спорта Татнефть-Арена, г.Казань.

## История
Стартовал в ноябре 2007 года. За три с половиной года вырос из Чемпионата России до Чемпионата Мира:
1. 2007—2008 — Чемпионат России «БОИ по правилам TNA на кубок TATNEFT»
2. 2008—2009 — Чемпионат Европы «БОИ по правилам TNA на кубок TATNEFT»
3. 2009—2010 — 1й сезон Чемпионата Мира «БОИ по правилам TNA на кубок TATNEFT»
4. 2010—2011 — 2й сезон Чемпионата Мира «БОИ по правилам TNA на кубок TATNEFT»
5. 2011—2012 — 3й сезон Чемпионата Мира «БОИ по правилам TNA на кубок TATNEFT»
6. 2012—2013 — 4й сезон Чемпионата Мира «БОИ по правилам TNA на кубок TATNEFT»
7. 2013—2014 — 5й сезон Чемпионата Мира «БОИ по правилам TNA на кубок TATNEFT»
8. 2014—2015 — 6й сезон Чемпионата Мира «БОИ по правилам TNA на кубок TATNEFT»
9. 2015—2016 — 7й сезон Чемпионата Мира «БОИ по правилам TNA на кубок TATNEFT»
10. 2016—2017 — 8й сезон Чемпионата Мира «БОИ по правилам TNA на кубок TATNEFT»

## Правила
Правила TNA подразумевают использование только ударной техники ведения боя, заимствованной из таких видов единоборств, как каратэ (стиль Кёкусинкай), муай-тай и кикбоксинг. Бой ведётся в полный контакт, но запрещены все виды борцовских приёмов и захваты.
Бои проходят в четырёхугольном боксёрском ринге в присутствии зрителя.
Спортсмены проводят бои в 3-х весовых категориях:
1. до 70 килограммов;
2. до 80 килограммов;
3. свыше 80 килограммов.

### Этапы проведения чемпионата
- 1/8 финала — 4 этапа,
- 1/4 финала — 2 этапа,
- 1/2 финала,
- финал

Чемпионат длится один календарный год, а бои проводятся 1 раз в месяц.

### Продолжительность поединков
Каждый бой длится три раунда. Продолжительность одного раунда составляет три минуты. При ничейном результате трёх раундов проводится один дополнительный трёхминутный раунд в котором обязательным порядком определяется победитель.
Финальные и титульные бои проходят в пять раундов. При ничейном результате пяти раундов проводится один дополнительный трёхминутный раунд с обязательным выявлением победителя.
Финальными считаются поединки за первое и второе место.

## Участники турнира

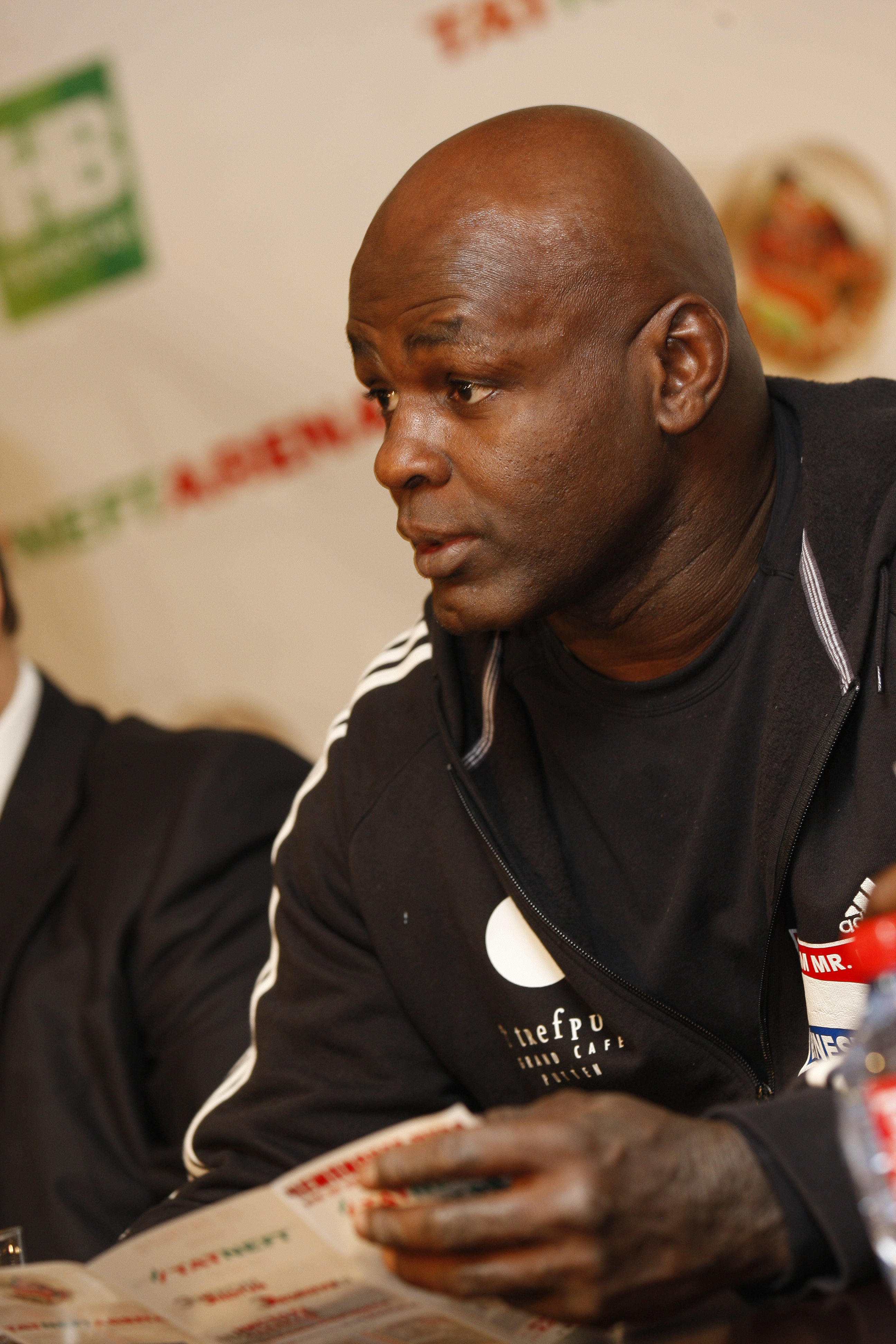
Посещение Эрнесто Хоста финала турнира в 2010 году

В турнире участвуют спортсмены из нескольких десятков стран Европы, Азии, Южной Америки, Африки.
К участию в чемпионате "Бои по правилам TNA на кубок TATNEFT" допускаются только титулованные спортсмены.
Некоторые из участников турнира:
- Джабар Аскеров — чемпион Европы по муай-тай.
- Дмитрий Шакута — многократный чемпион мира по тайскому боксу и кикбоксингу среди профессионалов.
- Александр Стецуренко — многократный чемпион мира и Европы по кикбоксингу.
- Артём Левин — многократный чемпион мира по кикбоксингу.
- Александр Олейник — профессиональный украинский кикбоксер и тайбоксер, чемпион мира по кикбоксингу.

### Отборочные этапы турнира
На сегодняшний день прошли турниры в г. Грозный с участием спортсменов со всего Северного Кавказа, в г. Сан-Паулу (Бразилия) с участием бойцов со всего континента Южная Америка и в г. Лиепая (Латвия) с участием спортсменов из Европы.

### Гости чемпионата
Мероприятия турнира регулярно посещают:
1. Адемир да Коста — человек-легенда в мире боевых искусств.
2. Эрнесто Хост — многократный обладатель гран-при К-1.